# Czesławice (województwo lubelskie)
Czesławice – wieś w Polsce położona w województwie lubelskim, w powiecie puławskim, w gminie Nałęczów.
W latach 1975–1998 miejscowość należała administracyjnie do ówczesnego województwa lubelskiego.

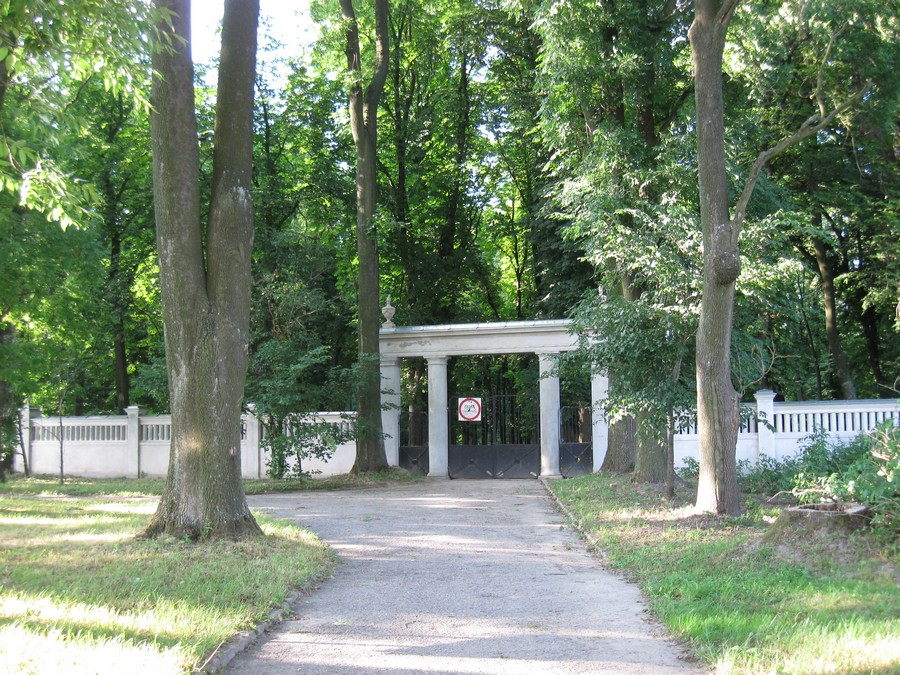
brama pałacowa

Wieś stanowi sołectwo gminy Nałęczów. Według Narodowego Spisu Powszechnego z roku 2011 wieś liczyła 651 mieszkańców.
Wierni Kościoła rzymskokatolickiego należą do parafii św. Jana Chrzciciela w Nałęczowie.

## Historia
Wieś notowana w początach XV wieku, w roku 1409 jako „Czasłauicze”, w roku 1442 „Sczaslawycze”.
Z zapisów w księgach ziemskich lubelskich wynikają granice: Czesławic ze wsiami: 1418 z Piotrowicami, 1462 z Ożarowem, 1466 z Gutanowem, 1469 z Chmielowem.

Wieś była własnością szlachecką, pierwszymi znanymi dziedzicem byli (lata 1409–1418) Wilczek, (1409-26) Grzegorz (1409-29) Jan (1415-30) Jan Smoła.

W okresie XV wieku dobra ziemskie Czasławic były przedmiotem sukcesji, zastawów, opraw posagów i wiana. Nazwiska szlachty różnych herbów, które występują w działach ziemskich to: Sułowski alias Sułowiecki, Mikołaj herbu Nabram (Nabramowic), Kokoszka, Szorfast, Komederzyc i wielu innych.
Z początkiem wieku XVI w księgach poborowych z roku 1531-3 odnotowano pobór: z części Jana Moniaczka ½ łana Marka Czasławskiego łącznie z częścią w Piotrowicach 3 łany oraz szlachty bez kmieci: Jan i Stanisław 1 łan, Jakub, Paweł i Andrzej Biskupowie 1 łan, Jan Wilk ½ łan, Stanisław Wilkowic ½ łana (Rejestr Poborowy lubelski).
21 października 1943 Niemcy dokonali pacyfikacji wsi. W wyniku akcji śmierć poniosło kilkanaście osób (zidentyfikowano 12). Hitlerowcy spalili również kilka gospodarstw.